# Hyloxalus delatorreae
Hyloxalus delatorreae – gatunek krytycznie zagrożonego wyginięciem płaza bezogonowego z rodziny drzewołazowatych (Dendrobatidae).

## Występowanie
Gatunek ten jest endemitem ekwadorskim. Z tego kraju znane są 3 lokalizacje, w których potwierdzono jego obecność. Znajdują się na wysokości 2340–2800 m nad poziomem morza na zachodnich zboczach Andów w północno-zachodniej prowincji Ekwadoru Carchi. Jednak gatunek przetrwał prawdopodobnie tylko w jednej z nich.
Zamieszkuje on położone w górach tereny podmokłe i torfowiskowe oraz obszary wypasu bydła sąsiadujące z pozostałościami lasów górskich.

## Status zagrożenia
W Czerwonej księdze gatunków zagrożonych IUCN Hyloxalus delatorreae od 2004 roku klasyfikowany jest jako gatunek krytycznie zagrożony (CR, ang. Critically Endangered). Liczebność gatunku spada ze względu na utratę i degradację siedlisk, a możliwe, że do spadków liczebności przyczyniła się też grzybicza choroba – chytridiomikoza. W 2003 w Morán w prowincji Carchi stwierdzono 50 wokalizujących samców. Wydaje się, że w innych miejscach gatunek już zniknął. Obecnie całkowita populacja prawdopodobnie liczy mniej niż 50 dorosłych osobników.